# المنظمة الدولية للمعايير 13-31
ISO 31-13 يعطي اسما، ورمزا وتعريفا ل 62 وحدة وكمية من فيزياء الحالة الصلبة، وعند الاقتضاء تعطى عوامل التحويل أيضا.